# Одиниця трансляції
У мовах програмування С та С++ одиниця трансляції (англ. translation unit) — файл сирців разом з усіма включеними в нього за допомогою директиви #include заголовними та сирцевими файлами і без рядків коду, що виключені за допомогою умовних директив препроцесора.
Програма утворюється однією або кількома одиницями трансляції зкомпонованими разом. Одиниця трансляції, в свою чергу, утворюється з послідовності оголошень:
```
 
translation-unit:

   
declaration-seq
opt
```

На відміну від інших мов програмування (Паскаль, Java, C#), в Сі кожен з c-файлів — «річ в собі», яка не залежить від інших c-файлів. Тільки після того, як файли будуть відкомпільованими, компонувальник збере їх в єдину програму.

## Множина одиниць трансляції
Традиційна техніка, при якій кожен c-файл компілюється окремо, після чого об'єктні файли збираються в виконуваний файл компонувальником.

## Одна одиниця трансляції
Техніка, при якій кілька c-файлів об'єднуються не компонувальником, а за допомогою  #include. Наприклад:
```
// compile_me.cpp

# include «foo.cpp»

# include «bar.cpp»

```

```
// foo.cpp

#
 
include
 
<iostream>
 // Стандартний заголовок

# include «bar.hpp» 
// Заголовок функції 'bar'

int
 
main
()

{

  
bar
();

}

```

```
// bar.cpp

#
 
include
 
<iostream>
 // Той самий заголовок (другий раз підключений не буде!)

void
 
bar
()

{

  
...

}

```

Плюси такої структури: прискорюється повне складання, розширюється діапазон можливих оптимізацій. Мінус — при невеликих змінах в коді перекомпілюється вся програма.